# Ограбление (фильм, 1985)
«Ограбление» (англ. Hold-Up) — франко-канадская криминальная комедия, экранизация новеллы Джея Кронли «Быстрые перемены».

## Сюжет
Изобретательный преступник Гримм (Бельмондо) переодевается клоуном и проникает в главный банк Монреаля. Там он захватывает заложников и собирается совершить ограбление. Но из-за одного из его компаньонов у главного героя начинаются проблемы.

## В ролях
- Жан-Поль Бельмондо — Гримм
- Ким Кэттролл — Лиз
- Ги Маршан — Жорж
- Жан-Пьер Марьель — Симон Лабросс
- Жак Вильре — Джереми
- Жан-Клод де Горос — инспектор Фокс
- Текс Кониг — Ласки
- Гийом Леме-Тивьерж — ребёнок с кроликом

## Съёмки
Съёмки фильма проводились в основном в Монреале и Риме. После несчастного случая на съёмках фильма Бельмондо перестал выполнять каскадёрские трюки сам. В 1990 году был снят американский ремейк под названием «Быстрые перемены».